# Juan Sebastián Forero Cañón
Juan Sebastián Forero Cañón (Playarrica, Tolima, 6 de enero de 1996) es un comunicador social, periodista y profesor universitario colombiano, galardonado con el Premio Nacional de Periodismo Digital 2021, en la categoría crónica, por su investigación narrativa sobre el conflicto armado colombiano en el departamento del Tolima, además, es considerado el Pionero del Periodismo Escolar en el Tolima gracias al proyecto de la Escuela de Periodismo del Colegio San Simón. 

## Trayectoria
Nació en Playarrica, Tolima, una inspección del municipio de San Antonio Tolima, donde vivió hasta el año 2001. El 16 de junio del 2001, las fuerzas armadas revolucionarias atacaron la población civil de Playarrica; en algo denominado "Toma Guerrillera", un acto violento muy común de las guerrillas colombianas, en el cual realizan hostigamientos armados contra el ejército y la policía, con el fin de debilitarlos y tomar el control del lugar. En la toma guerrillera de Playarrica, las FARC explotó con cilindros bomba un cuartel de Policía que se había construido relativamente poco tiempo atrás.  Días después de la toma guerrillera, Juan Sebastián, en conjunto con su familia, se vieron obligados a salir del pueblo producto del conflicto armado colombiano, migrando, hacia la ciudad de Ibagué, como desplazados por la violencia.
Inició su vida en los medios de comunicación en la emisora universitaria Tu Radio en el año 2013, cuando estaba adelantando sus estudios de Comunicación Social-Periodismo en la Universidad del Tolima, posteriormente en el año 2017 hizo sus prácticas profesionales en la emisora Olímpica Stereo 94.3 FM de la Organización Radial Olímpica. En el año 2019 ingresa a RCN Radio Ibagué como locutor y periodista donde escribe su crónica  Playarrica: Cómo sobrevivir a la guerrilla a los cinco años, publicada en el 2020 en el portal de noticias Alerta Tolima, con la cual, obtuvo el Premio Nacional de Periodismo Digital 2021, galardón otorgado por el Festival de los Sentidos del Medio de Comunicación Digital Kienyke. Fue director de noticias de la emisora de la Universidad del Tolima 106.9 FM. En el año 2020 culmina sus estudios de la especialización en Gerencia del Talento Humano y Desarrollo Organizacional en la Universidad del Tolima. En el 2022 inicia su maestría en Comunicación Corporativa en la Universidad Internacional de la Rioja. 
Es conocido también por dedicarse a la docencia desde los 18 años de edad, iniciando en el 2014 como fundador y director de la Escuela de Periodismo del Colegio San Simón, proyecto que lo ha catalogado como un pionero del periodismo escolar.
Actualmente es profesor del programa de Comunicación Social-Periodismo de la Universidad Nacional Abierta y a Distancia UNAD y la Universidad del Tolima. Es el actual director del Departamento de Artes y Humanidades de la Facultad de Ciencias Humanas y Artes de la Universidad del Tolima. 

## Escuela de Periodismo del Colegio San Simón
En el año 2013 el Colegio de San Simón, una institución educativa de carácter público reconocida por ser uno de los colegios más antiguos de la ciudad de Ibagué, contando con 200 años de fundación, se interesó por reconstruir y reactivar su emisora escolar, siendo una iniciativa de la Asociación de Padres de Familia, quienes contactaron a Juan Sebastián para realizar talleres radiales a los estudiantes de grado décimo y once. Al finalizar el año 2013, la propuesta de talleres radiales recibió una gran acogida por parte de los estudiantes del colegio, por lo que se comenzó a trabajar en un proyecto que funcionara como una actividad lúdica donde los estudiantes pudieran aprender sobre la Comunicación Social y el Periodismo.
La participación de Juan Sebastián fue fundamental para la creación del proyecto, ya que en Colombia, y sobre todo en el Tolima, no existe información, ni documentación, ni investigación de proyectos escolares que se enfoquen en el área del periodismo escolar, por lo cual, se tuvo que diseñar todo el pensum académico, así como la ruta pedagógica que el proyecto debía seguir para funcionar; dándole un estilo propio al proyecto al ser el cerebro creativo tras la producción de todas las piezas periodísticas, demostrando siempre un estilo juvenil muy ligado a los contenidos virales de redes sociales, así como un estilo rebelde, fresco y trasgresor del periodismo clásico. Su dirección llevó a la Escuela de Periodismo a ser reconocida como el único y más grande proyecto de Comunicación Social- Periodismo Escolar en el departamento del Tolima, logrando que estudiantes de grado sexto a once administraran y produjeran contenido para distintos medios de comunicación, como lo fueron:
- Emisora Virtual Estación San Simón: Siendo el medio más antiguo del colegio, ya que había funcionado durante muchos años como una emisora escolar típica. En el 2014 la Asociación de Padres invirtió una cuantiosa suma de dinero para reconstruir el espacio y convertirlo en una verdadera cabina de radio profesional, mientras que Juan Sebastián se encargó de capacitar a los estudiantes para que pudieran utilizar los equipos, desarrollaran técnicas de locución, utilizaran formatos periodísticos y géneros radiofónicos para que la emisora dejara de ser una típica radio escolar, y se mostrará como una radio cultural y educativa, enfocada en los gustos juveniles y producida de manera profesional. Con el paso del tiempo la emisora cobró gran relevancia dentro del plantel educativo, siendo utilizada por profesores, estudiantes y administrativos para crear programas radiales de todo tipo de contenido. La facilidad de poder escucharla por medio de la web hizo que los jóvenes se interesaran en su parrilla de programación y en participar en sus espacios de opinión y sondeo. El sonido de la radio era retrasmitido al sistema interno de parlantes del colegio, para que en los descansos, los estudiantes pudieran escuchar música y ser parte de la gran variedad de temáticas que se abordaban en la emisora.
- Canal de Televisión San Simón TV: Luego de la gran acogida de la nueva emisora del colegio, Juan Sebastián pensó que era tiempo de expandir el territorio de la Escuela de Periodismo, para que los estudiantes pudieran explorar otros conceptos como la televisión y el cine, por lo cual, la Asociación de Padres realizó otra inversión para la creación de un set de televisión que pudiera ser utilizado para generar contenidos audiovisuales dentro del colegio. La labor de Juan Sebastián fue nuevamente enseñar a los jóvenes a realizar programas televisivos manteniendo el estilo trasgresor, fresco y juvenil que los venía caracterizando. El canal contó con un noticiero semanal, que resaltaba los aspectos positivos del colegio en todas las áreas tanto académicas como deportivas, siendo los mismos estudiantes los reporteros y presentadores del espacio, además, cobró gran relevancia programas enfocados al periodismo investigativo donde se realizaban crónicas y reportajes sobre temas variados del interés de los jóvenes. El canal se emitía vía en Internet por Youtube, mientras, que dentro del colegio se instalaron televisores en distintos puntos para que las personas pudieran ver los programas que se emitían.
- Revista Veta2: El estilo rebelde que siempre caracterizó a la Escuela de Periodismo llevó a la necesidad de crear otro medio, los estudiantes querían un espacio donde pudieran escribir libremente sobre algunas temáticas del colegio, por lo cual, inicialmente se había pensado en un periódico, pero, el estilo periodístico que querían desarrollar no encajaba muy bien en la idea de un tabloide, así que se optó por una revista, pudiendo abordar infinidades de temas de manera más amplia y bajo la mirada crítica juvenil que venían promoviendo. Precisamente por ello, la revista terminó bajo el nombre de Veta2, una palabra que definía de manera subjetiva al veto que tiene la juventud ante la sociedad para dar su opinión en temas de política, deportes, academia, cultura, sociedad. La Asociación de Padres costeó desde el 2014 al 2016, la impresión de un tiraje de mil revistas anuales para ser entregadas a la comunidad educativa.
- Redes sociales y periodismo web: Sin duda alguna, uno de los elementos con mayor audiencia de la Escuela de Periodismo fueron sus redes sociales, sobre todo Facebook, plataforma que alimentaban constantemente con divertidos, educativos y rebeldes contenidos periodísticos, utilizando formatos de edición muy adelantados a su época, que, en conjunto con la espontaneidad de los jóvenes presentadores, hacía que muchos otros jóvenes consumieran los sondeos, crónicas, noticias y reportajes que se posteaban en internet. La creatividad y el estilo de Juan Sebastián siempre estuvo detrás de cada una de las producciones, siendo el guía de los procesos e ideas de sus estudiantes.

El proyecto ayudó a disminuir considerablemente la visión negativa que tenía la ciudadanía frente al colegio, sobre todo en temas de drogadicción y pandillas. La Escuela de Periodismo funcionó como un proyecto social que formaba a jóvenes con problemas de drogadicción y de pandillas, así como de violencia intrafamiliar, para ayudarles a salir de esos contextos y dedicar su tiempo libre a la producción periodística, donde podían ser presentadores, camarógrafos, editores, guionistas, periodistas, y sobre todo, crear elementos periodísticos en los que muchos de ellos contaban sus experiencias y resaltaban aspectos culturales y artísticos de los barrios en que vivían. 
En el año 2018, las personas que integraban la Asociación de Padres de Familia, las cuales, habían fundado de la mano con Juan Sebastián el proyecto de la Escuela de Periodismo, tuvieron que retirarse de sus cargos al cumplir el tiempo máximo permitido para permanecer dentro de la Asociación, por lo cual, a finales del 2018 por medio de una asamblea se elige una nueva junta directiva y se configura un nuevo equipo de trabajo. En el 2019, luego de una decisión de la nueva administración de la Asociación de Padres, el colegio toma la decisión de relevar de su cargo como director de la Escuela de Periodismo a Juan Sebastián, lo cual desembocó en una generalizada tensión y descontento en los estudiantes del proceso.
Luego de la salida de Juan Sebastián, el proyecto perdió completamente su rumbo, su estilo y muchos de sus procesos se cerraron, además la dirección pasó por manos de varios docentes que no pudieron devolverle la relevancia e importancia de la que gozó años anteriores la Escuela de Periodismo. En el año 2020, Santiago Castro, un joven Comunicador Social, que se había formado en la Escuela de Periodismo cuando era estudiante del colegio, siendo uno de los mejores alumnos de Juan Sebastián, tomó la dirección del proyecto, devolviéndole parte del estilo que caracterizaba a la Escuela y con la idea de revivir varios espacios que habían hecho brillar al proyecto en años anteriores. Sin embargo, de la misma forma, una decisión administrativa del plantel educativo, lo releva de su cargo en el año 2022.
Actualmente la Escuela de Periodismo sigue funcionando pero se considera un proyecto moribundo; ya que nunca volvió a tener ni el impacto, ni la producción, ni muchos menos su estilo periodístico rebelde por el cual se había hecho conocido durante años. Sin embargo, su proceso ha dejado huella y se ha convertido en un referente en la creación y ejecución académica de proyectos escolares enfocados a la comunicación social y el periodismo.

## Distinciones
- Premio Nacional de Periodismo Digital (Categoría Crónica, Premio Nacional de Periodismo Digital Kienyke, 2021)

## Crónica, Playarrica: Cómo sobrevivir a la Guerrilla a los Cinco Años
La crónica Playarrica: Cómo sobrevivir a la guerrilla a los cinco años, relata la toma guerrillera ocurrida el 16 de junio del 2001 en el municipio de Playarrica Tolima, ubicado al sur del departamento, donde el frente 21 de las FARC hostigaron el pueblo para tomar el control. La crónica narra las vivencias de un niño de 5 años, que, en compañía de su familia, deben pasar la noche refugiados de las balas de los policías y los guerrilleros enfrentados en combate, además de la explosión del cuartel de policía, producto de cilindros bomba. El relato aborda una detallada explicación de cómo era el pueblo antes, durante y después de la toma guerrillera, dando paso a la importancia del Proceso de Paz. La crónica permite conocer el conflicto armado colombiano desde la perspectiva de las víctimas y los desplazados por la violencia.
En el año 2021 se estrena un documental inspirado en la crónica llamado Carretera al sur, proyectado en el Festival de Cine de Cartagena, en el cual el protagonista es Juan Sebastián Forero Cañón, quien regresa a Playarrica, luego de 17 años de la toma guerrillera. El documental fue producido gracias a los estímulos del Ministerio de Cultura por medio del fondo para el desarrollo cinematográfico bajo la dirección del reconocido productor Tolimense Mauricio Romero, director de la productora cinematográfica Fundarcine.